# Ochropleura hasta
Ochropleura hasta är en fjärilsart som beskrevs av Louis Beethoven Prout 1922. Ochropleura hasta ingår i släktet Ochropleura och familjen nattflyn. Inga underarter finns listade i Catalogue of Life.